# Eviota

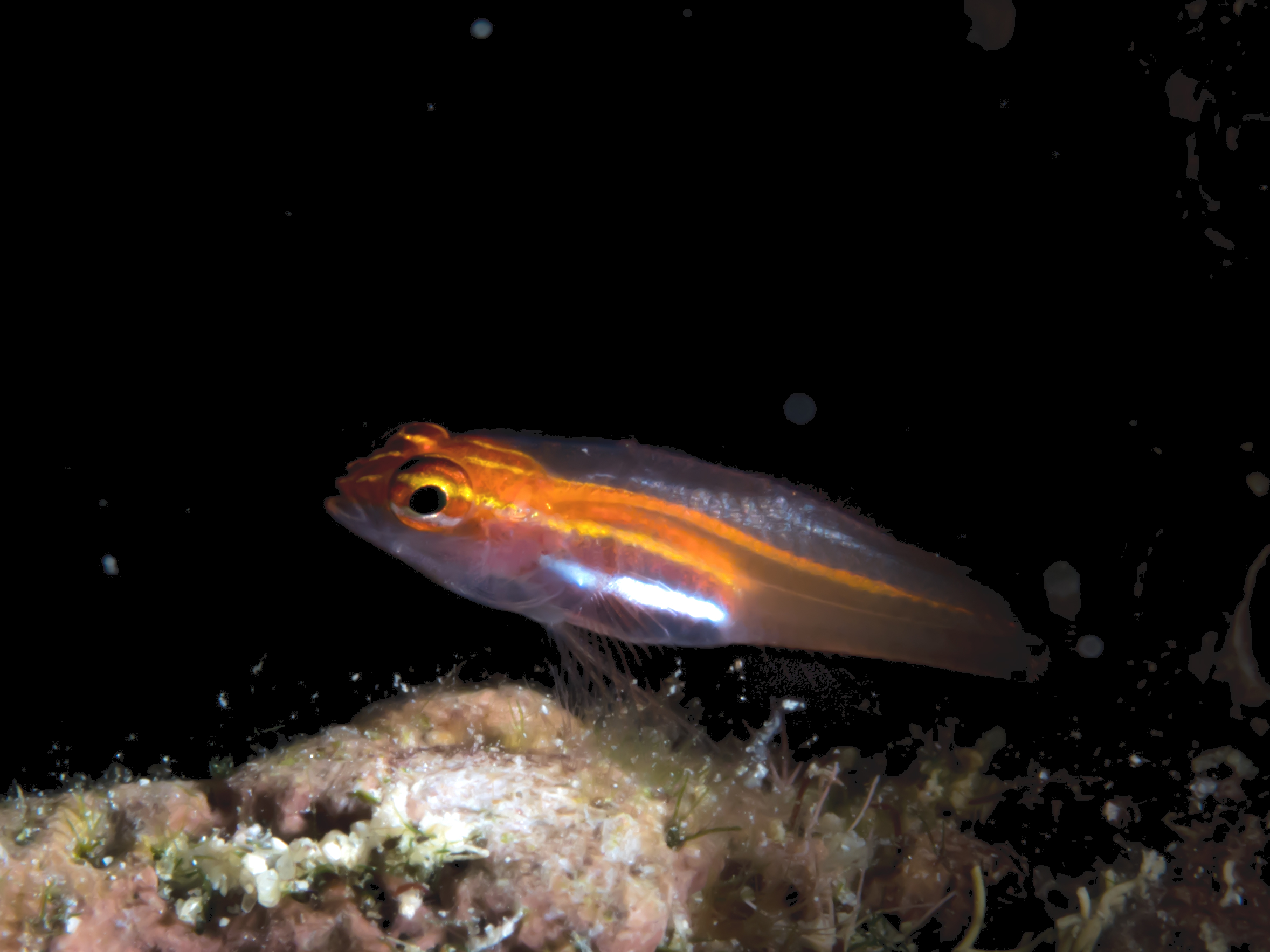
Biolumineszenz
bei Eviota atriventris

Eviota (Synonyme: Allogobiui Waite, 1904 & Eviotops J.L.B. Smith, 1956) ist eine Gattung sehr kleiner Meeresgrundeln, die im Roten Meer und im tropischen Indopazifik nördlich bis nach Japan, östlich bis Hawaii, dem Tuamotu-Archipel, der Norfolkinsel und südlich bis zur Lord-Howe-Insel vorkommt. Verbreitungsschwerpunkt ist das Korallendreieck wo zahlreiche endemische Arten sowie kryptische, bisher unbeschriebene Arten vermutet werden.

## Merkmale
Eviota-Arten sind sehr klein und erreichen Längen von 13 bis 40 mm. Die meisten werden schon bei einer Länge von unter 20 mm geschlechtsreif, die Weibchen der kleinsten Art schon bei einer Länge von 9 mm. Ihr Kopf ist abgerundet, der Körper langgestreckt mit typischerweise 25 oder 26 Wirbeln. Die Kiefer sind mit kleinen, zugespitzten Zähnen besetzt, von denen einige vorn liegende vergrößert sind. Die Flossenstrahlen der Brustflossen können verzweigt oder unverzweigt sein. Die Bauchflossen bilden keine Saugscheibe, sind getrennt und nur an der Basis durch eine dünne Membran verbunden. Sie haben einen Hartstrahl und vier bis fünf Weichstrahlen, der fünfte ist, wenn vorhanden, einfach und unverzweigt oder nur ein kleines Rudiment, der vierte ist mehrfach verzweigt. Die erste Rückenflosse hat sechs Hartstrahlen, von denen eine oder mehrere bei den Männchen vieler Arten (bei einigen Arten auch bei den Weibchen) filamentös verlängert sind. Der Körper ist von relativ großen Kammschuppen bedeckt. In einer mittleren Längsreihe auf den Flanken zählt man weniger als 30 Schuppen. Kopf, Nacken und die Basis der Brustflossen sind schuppenlos. Die Kiemenspalten sind schmal, die Genitalpapille der Männchen langgestreckt, die der Weibchen bauchig. Das Seitenliniensystem ist unterschiedlich entwickelt und kann auch völlig fehlen.
Eviota-Arten haben meist dunkle, senkrechte Streifen auf den Körperseiten und oft dunkle Flecken entlang der Bauchlinie hinter der Afterflosse.
Bei einigen Arten konnten Wissenschaftler Biolumineszenz nachweisen.

## Systematik
Innerhalb der Familie der Grundeln (Gobiidae) gehört Eviota zu einer Klade zwergwüchsiger Grundeln, die in den meisten Fällen sehr eng (obligatorisch) mit Stein- oder Oktokorallen zusammen leben (z. B. Bryaninops o. Gobiodon). Unter diesen sogenannten „Korallengrundeln“ bildet Eviota zusammen mit den Gattungen Kellogella und Sueviota eine Gruppe langgestreckter, aber stumpfschnäuziger Gattungen, bei denen das enge Zusammenleben mit Korallen nicht obligatorisch ist. Schwestergattung von Eviota ist Sueviota. Beide Gattungen unterscheiden sich lediglich in der Ausprägung des fünften (mittleren) Bauchflossenstrahls.

## Arten
Bis Mai 2019 wurden über 100 Arten beschrieben:
- Eviota abax (Jordan & Snyder, 1901)
- Eviota afelei Jordan & Seale, 1906

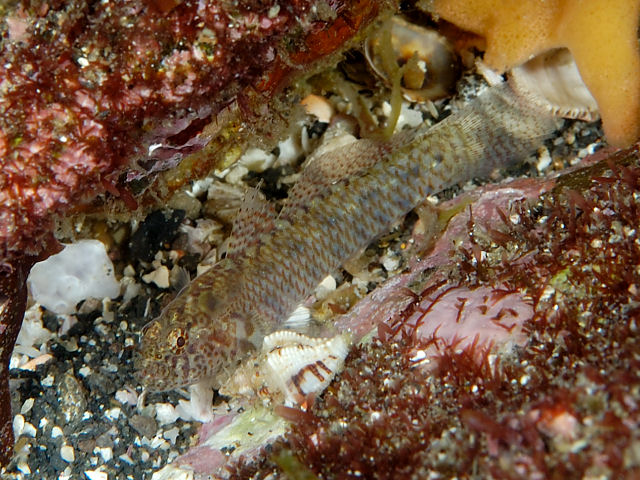
Eviota abax

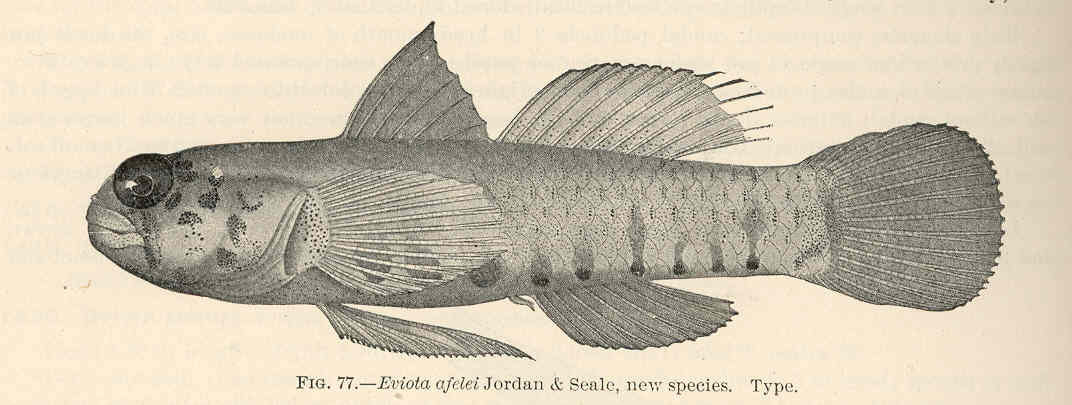
Eviota afelei

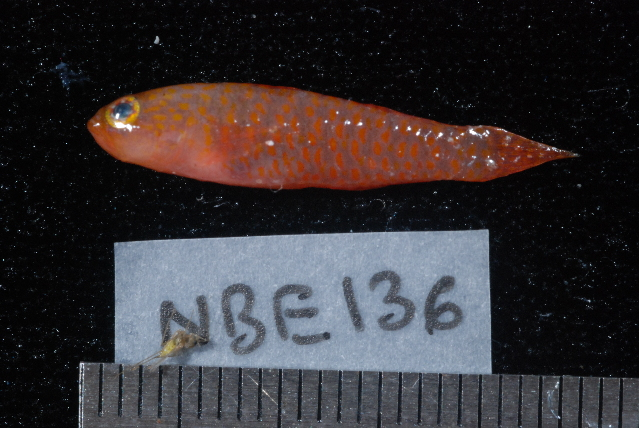
Eviota distigma

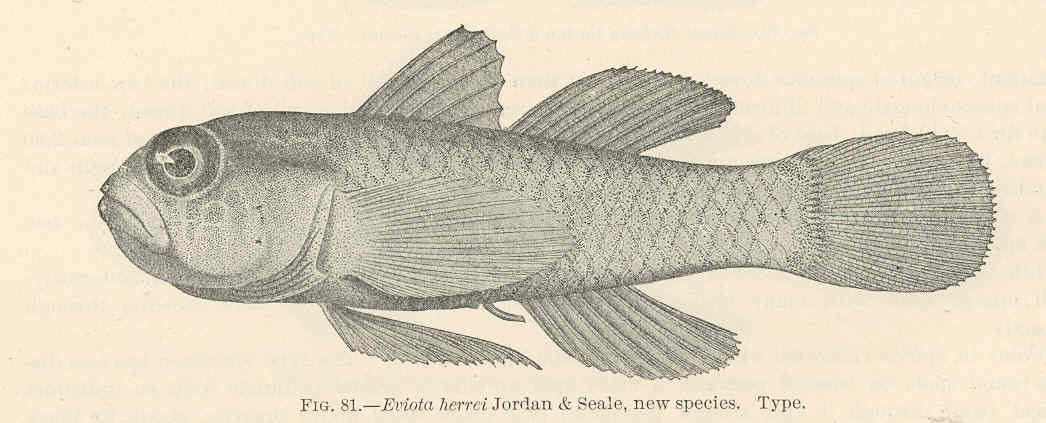
Eviota herrei

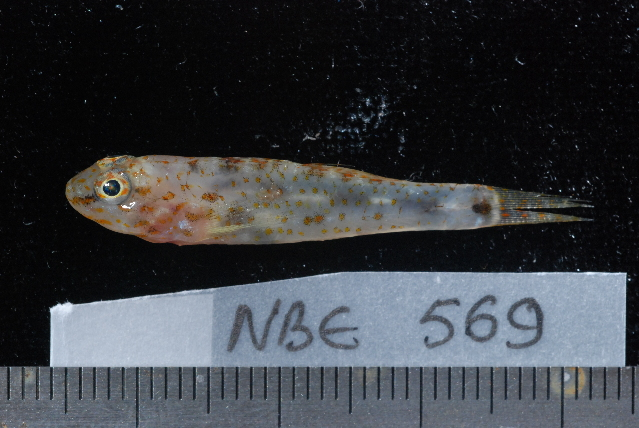
Eviota indica

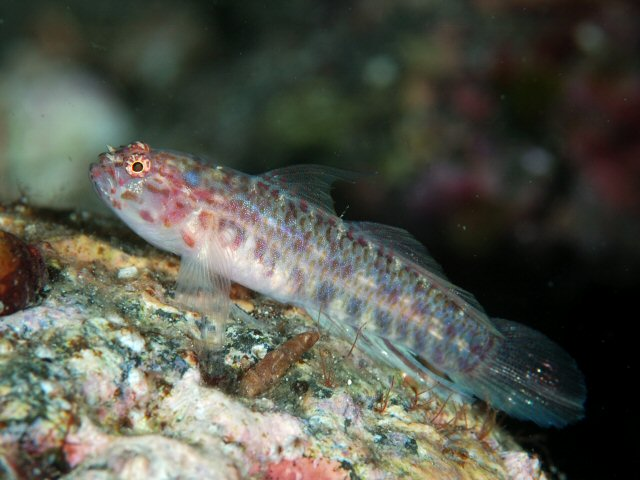
Eviota masudai

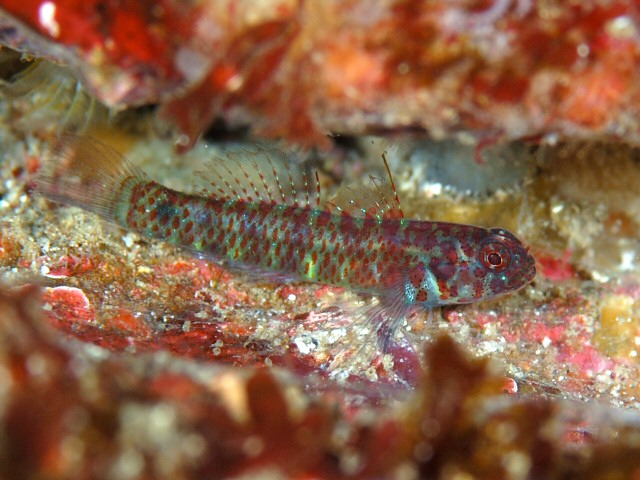
Eviota prasina

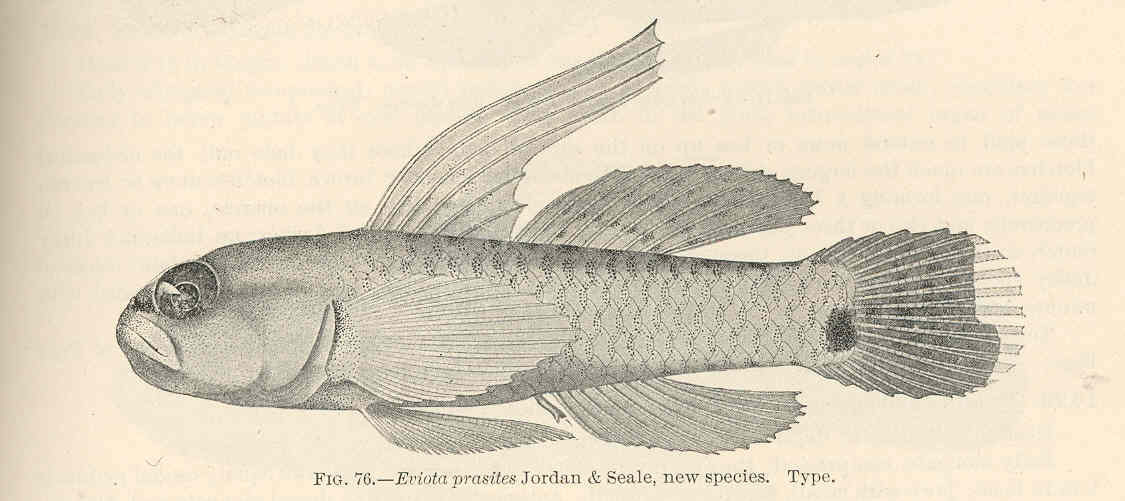
Eviota prasites

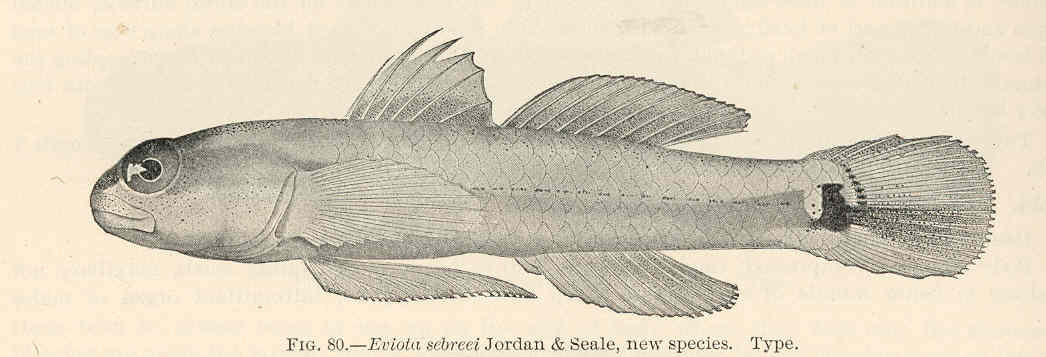
Eviota sebreei

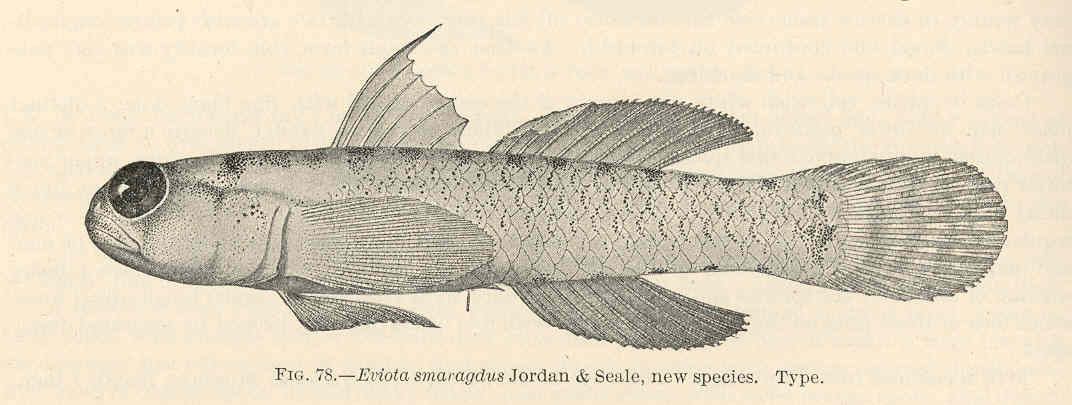
Eviota smaragdus

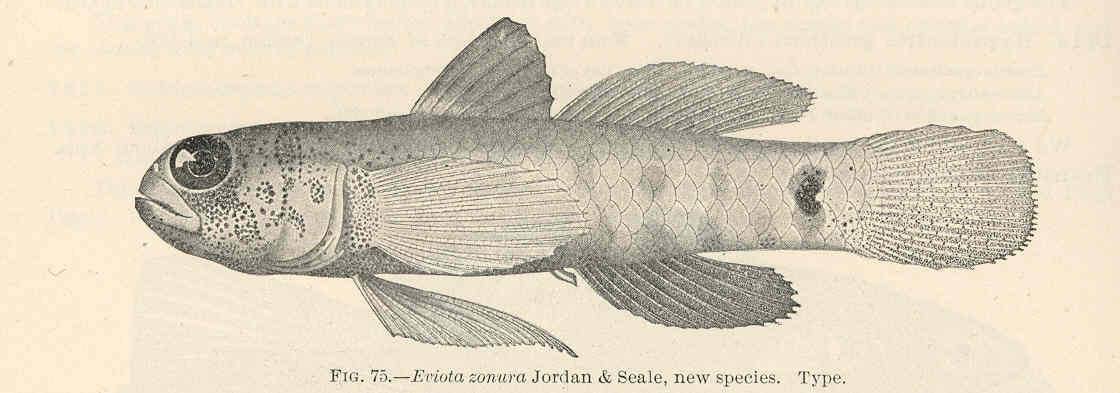
Eviota zonura

- Eviota albolineata Jewett & Lachner, 1983
- Eviota algida Greenfield & Erdmann, 2014
- Eviota ancora Greenfield & Suzuki, 2011
- Eviota aquila Greenfield & Jewett, 2014
- Eviota asymbasia Greenfield & Jewett, 2016
- Eviota atriventris Greenfield & Suzuki, 2012
- Eviota bifasciata Lachner & Karnella, 1980
- Eviota bilunula Greenfield & Suzuki, 2016
- Eviota bimaculata Lachner & Karnella, 1980
- Eviota bipunctata Greenfield & Jewett, 2016
- Eviota brahmi Greenfield & Tornabene, 2014
- Eviota cometa Jewett & Lachner, 1983
- Eviota dalyi Greenfield & Gordon, 2019
- Eviota deminuta Tornabene et al., 2013
- Eviota disrupta Karnella & Lachner, 1981
- Eviota distigma Jordan & Seale, 1906
- Eviota dorsimaculata Tornabene et al., 2013
- Eviota dorsogilva Greenfield & Randall, 2011
- Eviota dorsopurpurea Greenfield & Randall, 2011
- Eviota epiphanes Jenkins, 1903 - Typusart
- Eviota epistigmata Greenfield & Jewett, 2014
- Eviota erdmanni Tornabene & Greenfield, 2016
- Eviota eyreae Greenfield & Randall, 2016
- Eviota fallax Greenfield & Allen, 2012
- Eviota fasciola Karnella & Lachner, 1981
- Eviota filamentosa Suzuki & Greenfield, 2014
- Eviota flavipinnata Suzuki et al., 2015
- Eviota flebilis Greenfield et al., 2014
- Eviota geminata Greenfield & Bogorodsky, 2014
- Eviota gunawanae Greenfield et al., 2019
- Eviota guttata Lachner & Karnella, 1978
- Eviota herrei Jordan & Seale, 1906
- Eviota hinanoae Tornabene et al., 2013
- Eviota hoesei Gill & Jewett, 2004
- Eviota indica Lachner & Karnella, 1980
- Eviota infulata (Smith, 1957)
- Eviota inutilis Whitley, 1943
- Eviota irrasa Karnella & Lachner, 1981
- Eviota japonica Jewett & Lachner, 1983
- Eviota jewettae Greenfield & Winterbottom, 2012
- Eviota karaspila Greenfield & Randall, 2010
- Eviota kermadecensis Hoese & Stewartt, 2012
- Eviota korechika Shibukawa & Suzuki, 2005
- Eviota lachdeberei Giltay, 1933
- Eviota lacrimae Sunobe, 1988
- Eviota lacrimosa Tornabene et al., 2013
- Eviota latifasciata Jewett & Lachner, 1983
- Eviota lentiginosa Greenfield & Randall, 2017
- Eviota maculosa Greenfield et al., 2018
- Eviota masudai Matsuura & Senou, 2006
- Eviota melanosphena Greenfield & Jewett, 2016
- Eviota melasma Lachner & Karnella, 1980
- Eviota mikiae Allen, 2001
- Eviota mimica Greenfield & Randall, 2016
- Eviota minuta Greenfield & Jewett, 2014
- Eviota monostigma Fourmanoir, 1971
- Eviota natalis Allen, 2007
- Eviota nebulosa Smith, 1958
- Eviota nigramembrana Greenfield & Suzuki, 2013
- Eviota nigripinna Lachner & Karnella, 1980
- Eviota nigrispina Greenfield & Suzuki, 2010
- Eviota nigriventris Giltay, 1933
- Eviota notata Greenfield & Jewett, 2012
- Eviota occasa Greenfield et al., 2014
- Eviota ocellifer Shibukawa & Suzuki, 2005
- Eviota oculopiperita Greenfield & Bogorodsky, 2014
- Eviota pamae Allen et al., 2013
- Eviota pardalota Lachner & Karnella, 1978
- Eviota partimacula Randall, 2008
- Eviota pellucida Larson, 1976
- Eviota pictifacies Greenfield & Erdmann, 2017
- Eviota pinocchioi Greenfield & Winterbottom, 2012
- Eviota piperata Greenfield & Winterbottom, 2014
- Eviota prasina (Klunzinger, 1871)
- Eviota prasites Jordan & Seale, 1906
- Eviota pseudostigma Lachner & Karnella, 1980
- Eviota punctulata Jewett & Lachner, 1983
- Eviota punyit Tornabene et al., 2016
- Eviota raja Allen, 2001
- Eviota randalli Greenfield, 2009
- Eviota readerae Gill & Jewett, 2004
- Eviota richardi Greenfield & Randall, 2016
- Eviota rubrimaculata Suzuki et al., 2015
- Eviota rubriceps Greenfield & Jewett, 2011
- Eviota rubriguttata Greenfield & Suzuki, 2011
- Eviota rubrisparsa Greenfield & Randall, 2010
- Eviota saipanensis Fowler, 1945
- Eviota santanai Greenfield & Erdmann, 2013
- Eviota sebreei Jordan & Seale, 1906
- Eviota shibukawai Suzuki & Greenfield, 2014
- Eviota shimadai Greenfield & Randall, 2010
- Eviota sigillata Jewett & Lachner, 1983
- Eviota smaragdus Jordan & Seale, 1906
- Eviota sodwanaensis Greenfield & Winterbottom, 2016
- Eviota sparsa Jewett & Lachner, 1983
- Eviota specca Greenfield et al., 2014
- Eviota spilota Lachner & Karnella, 1980
- Eviota springeri Greenfield & Jewett, 2012
- Eviota storthynx (Rofen, 1959)
- Eviota susanae Greenfield & Randall, 1999
- Eviota teresae Greenfield & Randall, 2016
- Eviota tetha Greenfield & Erdmann, 2014
- Eviota thamani Greenfield & Randall, 2016
- Eviota tigrina Greenfield & Randall, 2008
- Eviota toshiyuki Greenfield & Randall, 2010
- Eviota variola Lachner & Karnella, 1980
- Eviota zebrina Lachner & Karnella, 1978
- Eviota zonura Jordan & Seale, 1906
- Eviota queenslandica Whitley, 1932
- Eviota winterbottomi Greenfield & Randall, 2010